# Estado de cambios en el capital contable
El Estado de cambios en el capital contable es aquel que  muestra las alteraciones sufridas en el patrimonio de los socios y accionistas. Es decir, en las diferentes clasificaciones del capital contable.   

## Características
Es un estado financiero dinámico porque comprende un periodo y la importancia de este estado está en el interés que el accionista, socio o propietario de una empresa tiene en conocer las modificaciones que ha sufrido su patrimonio en la porción que a él le corresponda en un ejercicio social o en un periodo. 
Este estado financiero tiene segregaciones que se hacen de las utilidades para fines generales o específicos, como son: traspasos a las reservas de capital, así como las cantidades que se encuentran disponibles de las utilidades para ser repartidas en forma de dividendos o para aplicarlas a fines generales o específicos. Finalmente, se entiende por capital contable, es la diferencia que existe entre el del capital activo y el pasivo.